# بوریس ویان
بوریس ویان (به فرانسوی: Boris Vian) نویسنده، شاعر، ترانه‌سرا، خواننده، موسیقی‌دان جاز، نقاش و آهنگساز قرن بیستم میلادی اهل فرانسه بود. او هنرمندی جامع الاطراف بود اما اکنون بیشتر به واسطهٔ رمانهای جنجالی و صاحب‌سبکش شناخته می‌شود که گاه با نام حقیقی و گاه با نام مستعارِ «ورنون سولیوان» منتشر می‌شد.

## زندگی
بوریس ویان سال ۱۹۲۰ در شهر ویل داوره در حومه پاریس چشم به جهان گشود. تحصیلات درخشانی کرد و سال 1942 از مدرسه مرکزی پاریس با مدرک مهندسی فارغ التحصیل شد. زمان دانشجویی ترومپت جاز می نواخت. در زمینه های مختلفی قلم می زد و با ژان پل سارتر و سایر اگزیستاسیالیست های آن زمان نشست و برخاست داشت. سال ۱۹۴۶ با نام مستعار رمان معروف خواهم رفت تا بر قبرهایتان تف کنم را به انتشار رساند، این رمان انتقاد تندی به نژاد پرستی داشت و باعث شد نام نویسنده آن بر زبان ها بیافتد و حتی مورد تعقیب قضایی واقع شود.

نوشته های ویان یا به لحاظ اجتماعی دیوانه وار تحریک آمیز بود، یا فانتزی خالص شاعرانه داشت و یا بسیار غم انگیز بود. ویان وارد قلمروهای فراوانی شد، ترانه سرایی می کرد، نمایشنامه می نوشت، حتی در وادی اپرا هم وارد شد و با این که بیمار بود و پزشکان توصیه به استراحت مطلق کرده بودند، او به فعالیت هایش در تمام زمینه ها ادامه داد تا سرانجام با حاد شدن بیماری اش سال ۱۹۵۹ در حالی که در اوج فعالیت های گوناگون بود، در سی و نه سالگی چشم از جهان فروبست.

خلوص احساسات، زبانی رویاگونه و جسور، بازی با کلمات و خلق واژه های جدید و تلخی سرنوشت از ویژگی های کلی رمان های او به شمار می روند. کف روزها یکی از مهمترین رمان های بوریس ویان محسوب می شود که بعد از انتشار با اقبال روبرو نشد و تنها اواخر دهه شصت میلادی بود که خوانندگان به خصوص جوان آن دوره به اهمیت آن پی بردند. این رمان با طنز و تخیلی بی همتا داستان دلخراش عشق یک زوج را بیان می کند. کلوئه قربانی نیلوفری می شود که شش های او را تسخیر کرده است. این رمان علاوه بر ترسیم سرنوشت تلخ یک عشق از زوایای مختلف به نقد اجتماعی هم می پردازد. ویژگی دیگر این رمان آمیختگی آن با موسیقی جاز است. بوریس ویان از مهمترین نوازندگان و قطعات معروف جاز در این رمان صحبت می کند. کلوئه یکی از شخصیت های کلیدی این رمان نام قطعه معروف دوک الینگتون کلوئه را بر خود دارد.

## کتاب شناسی
عناوین منتشرشده از آثار بوریس ویان به زبان فرانسوی و به ترتیب انتشار به شرح زیر است. در مقابل آن نیز مشخصات عناوینی که به فارسی ترجمه شده‌است، براساس پایگاه کتابشناسی کتابخانه ملی ایران آمده‌است.
- (۱۹۴۶) J'irai cracher sur vos tombes
- (۱۹۴۷) L'Automne à Pékin
- (۱۹۴۷) L'Ecume des jours  - «کف روزها»، ترجمهٔ مریم جلالی فراهانی (تهران: فرهنگ آرش، ۱۳۹۸)
- (۱۹۵۰) L'Herbe rouge
- (۱۹۵۳) L'Arrache-cœur